# ムシキング・ジョーカー
ムシキング・ジョーカーは、ブラック博士の館に所属してプロレスリング・ノアを主戦場としている覆面レスラー。

## 誕生
ムシキング・テリー同様、セガのアーケードトレーディングカードゲーム「甲虫王者ムシキング」とノアの提携により、ムシキング・テリーのライバルとして生まれた。
2005年7月18日、ノア・東京ドーム大会でデビュー。
ブラック博士と敵対関係にあるネブ博士に対し、ブラック博士が刺客「ブラック・マスク」としてノア東京ドーム大会に送り込んだ。
デビュー以降、不定期に興行に出場している。ヒールという位置付けであるが団体の性格上、ベビーフェイスのレスラーと組む事も多い。
正体はリッキー・マルビンとする説が有力であるが、正式公表されていないため詳細不明である。

## 主な得意技
- クワガタ

変形のジャーマン・スープレックス。
- 三角飛びムーンサルトプレス

コーナー近くでスワンダイブしてから放つムーンサルトプレス。
- ムシキング・ドライバー

投げ捨て式のみちのくドライバーII。
- 急所打撃